# Phường 15, Phú Nhuận
Phường 15 là một phường thuộc quận Phú Nhuận, Thành phố Hồ Chí Minh, Việt Nam.
Phường 15 có diện tích 0,23 km², dân số năm 2021 là 10.557 người,  mật độ dân số đạt 45.900 người/km².